# Maïssa Bey
Maïssa Bey, pseudonym för Samia Benameur, född 1950, är en algerisk författare.
Bey växte upp i Alger, och förlorade under det algeriska självständighetskriget sin far, som torterades till döds av den franska armén. Hennes modersmål är arabiska, men hon har valt att skriva på franska. Hennes debutroman kom 1996, och hon valde på grund av oroligheterna i landet att publicera sig under pseudonym. Hon har gett ut åtta romaner, varav två finns översatta till svenska.

### På svenska
- De utsatta (roman, 2006)
- Blått vitt grönt. En roman från Algeriet (roman, 2010)